# 月に吠えらんねえ
『月に吠えらんねえ』（つきにほえらんねえ）は、清家雪子による日本の漫画作品。講談社『月刊アフタヌーン』にて2013年11月号から2019年9月号まで連載。公式略称は「月吠」。

## 概要
近代日本っぽくはあるものの幻想の街「詩歌句街」（通称□街）。そこには近代の詩人・歌人・俳人たちの作品からイメージされたキャラクターたちが創作に邁進していた。ある日、街の高台に身元不明の死体が発見され、住人たちはそれぞれその正体を探ろうとする。
登場人物たちはそれぞれの作家の作品から受けた印象を擬人化したものである。作家自身の肖像写真と似たキャラクターデザインがされている者も一部いるが、作家本人をモデルとしているわけではない。
自意識の目覚めに苦しむ近代の女性像や文学者の戦争責任といったテーマを扱い、第20回文化庁メディア芸術祭マンガ部門新人賞を受賞した。また、2020年、第19回（2019年度）センス・オブ・ジェンダー賞を受賞した。
リブート作品として『月に吠えたンねえ』がある。

## 登場人物
朔くん
主人公。「月に吠える」「青猫」「氷島」など、萩原朔太郎の著作より。
情緒不安定で薬物常用者（薬は市販薬、或いはモッさんから貰った薬を飲んでいる）、妄想癖が強く、心中死体を家に持ち込んで詩作のインスピレーションを得ようとするなど、変人揃いの詩歌句街の中でも一際イカれた人物。親は医者で金持ちであるため援助を受けて生活しているが、詩人という生き方は認めてもらえていない。
白さん
「邪宗門」「思ひ出」「桐の花」など、北原白秋の著作より。
朔くんの師匠格にあたる。オールバックとスーツでスタイリッシュに決めた色男で、流行歌の作詞も手がけ女性ファンはきわめて多い。外面はいいが時折サディスティックな行為に走る。
犀
「抒情小曲集」「愛の詩集」など、室生犀星の著作より。
朔くんの親友。詩人だが小説も書く。詩人としての感性を取り戻すために詩歌句街から旅に出て以来、朔くんも白さんも彼の顔を忘れてしまい、一貫して顔にだけ影がかかった状態で描かれ続けている。
ミヨシくん
「測量船」「南窗集」など、三好達治の著作より。
朔くんを「兄さん」と呼んで慕う弟分の詩人。生活能力のない朔くんの身の回りの世話をしている。朔くんの妹に片想いしているが、朔くんは「自分には妹はいない」と主張し続けている。白さんのことはあまり好く思っていない。
シキさん
「子規歌集」「子規句集」「病牀六尺」など、正岡子規の著作より。
ひょうひょうとした風貌でいつも街の高台でスケッチを描いている。ナツメという黒猫を連れている。朔くんと白さんには密かに嫌われている。
石川くん
「一握の砂」「悲しき玩具」など、石川啄木の著作より。
朔くん、白さんとは飲み仲間。素直で単純な人物として描かれている。3巻では昭和および平成の時代にタイムスリップしてメインを張る。
コタローくん
「道程」「智恵子抄」など、高村光太郎の著作より。
眼鏡をかけた少年の姿をしているが、もう一つ籍を持っている美術街では青年の姿に変わる。チエコさんという巨大なロボットを連れている。
チューヤくん
「山羊の歌」「在りし日の歌」など、中原中也の著作より。
盗んだバイクに乗る不良っぽいキャラクターとして描かれている。批評街に親友の小林がいる。
ミッチー
「萱草に寄す」「暁と夕の詩」など、立原道造の著作より。
恋人がいるがプラトニックラブを貫いており、純情なお坊っちゃんというキャラクターで描かれている。チューヤくんとよく行動を共にしている。
モッさん
「赤光」「あらたま」など、斎藤茂吉の著作より。
詩歌句街で脳病院を開いている精神科医。朔くんはじめ街の住人や、ときには他の街からも受診者がやってくる名医。アララギ先生とも呼ばれる。白さんを嫌っている。
アッコさん
「みだれ髪」「白櫻集」など、与謝野晶子の著作より。
男女問わずから尊敬を集めている女性歌人。
釈先生
「海やまのあひだ」など、釈迢空の著作より。
右目に眼帯をしている。愛弟子のはるみくんがいる。
高台の身元不明死体の謎解きに最も奔走する。
ぐうるさん
「定本　蛙」「第四の蛙」など、草野心平の著作より。
蛙そのものの容姿をしている。しかし着物を着ており、二足歩行で歩く。大きさは人々より少し大きいくらい
車掌さん
「春と修羅」「銀河鉄道の夜」など、宮沢賢治の著作より。
汽車の車掌で、タヌキの姿をしている。
Cafe JUN マスター
「Ambarvalia」「旅人かへらず」など、西脇順三郎の著作より。
居酒屋BOXY大将
「別離」「海の声」など、若山牧水の著作より。
キョシ
「虚子句集」など、高浜虚子の著作より。
俳句ボクシングマッチでヘキゴトと闘っている。リングネームはキョシ＝ハイビーチ。
ヘキゴト
「碧梧桐句集」など、河東碧梧桐の著作より。
俳句ボクシングマッチでキョシと闘っている。リングネームはヘキゴト＝リバーイースト。
天気屋（西）
「尾崎放哉句集」など、尾崎放哉の著作より。
天気屋（東）とコンビを組んで、雲に乗って移動する。常に背を向けているかお面をかぶっているため顔が見えない。
天気屋（東）
「山頭火句集」など、種田山頭火の著作より。
天気屋（西）同様、顔が見えない。
龍くん
「羅生門」「地獄変」など、芥川龍之介の著作より。
小説街の住人。朔くんや犀と交友がある。

## 書誌情報
- 清家雪子『月に吠えらんねえ』講談社〈アフタヌーンKC〉、全11巻
  1. 2014年4月23日発行（同日発売）、ISBN ISBN 978-4-06-387970-4
  2. 2014年10月23日発行（同日発売）、ISBN 978-4-06-388004-5
  3. 2015年4月23日発行（同日発売）、ISBN 978-4-06-388048-9
  4. 2015年10月23日発行（同日発売）、ISBN 978-4-06-388094-6
  5. 2016年5月23日発行（同日発売）、ISBN 978-4-06-388139-4
  6. 2016年10月21日発行（同日発売）、ISBN 978-4-06-388193-6
  7. 2017年6月23日発行（同日発売）、ISBN 978-4-06-388267-4
  8. 2018年2月23日発行（同日発売）、ISBN 978-4-06-510949-6
  9. 2018年9月21日発行（同日発売）、ISBN 978-4-06-512691-2
  10. 2019年4月23日発行（同日発売）、ISBN 978-4-06-515182-2
  11. 2019年9月20日発行（同日発売）、ISBN 978-4-06-516974-2

## 受賞歴など
- これも学習マンガだ！〜世界発見プロジェクト〜 2015年選出
- 第1回次にくるマンガ大賞 ノミネート
- 第2回次にくるマンガ大賞 第17位
- 第20回文化庁メディア芸術祭マンガ部門新人賞[3][4]
- 萩原朔太郎記念・水と緑と詩のまち前橋文学館企画展『月に吠えらんねえ』展 2017年7月8日 - 10月9日開催[5][6]
- 2019年度　第19回センスオブジェンダー賞 大賞[7]